# Czasowienskaja (rejon primorski)
Czasowienskaja (ros. Часовенская) – wieś (dieriewnia) w Rosji, w obwodzie archangielskim, w rejonie primorskim. W 2010 liczyła 30 mieszkańców.